# Tullamore
Tullamore (Iers: Tulach Mhór) is een plaats in het Ierse graafschap Offaly. De plaats telt 13.085 inwoners.

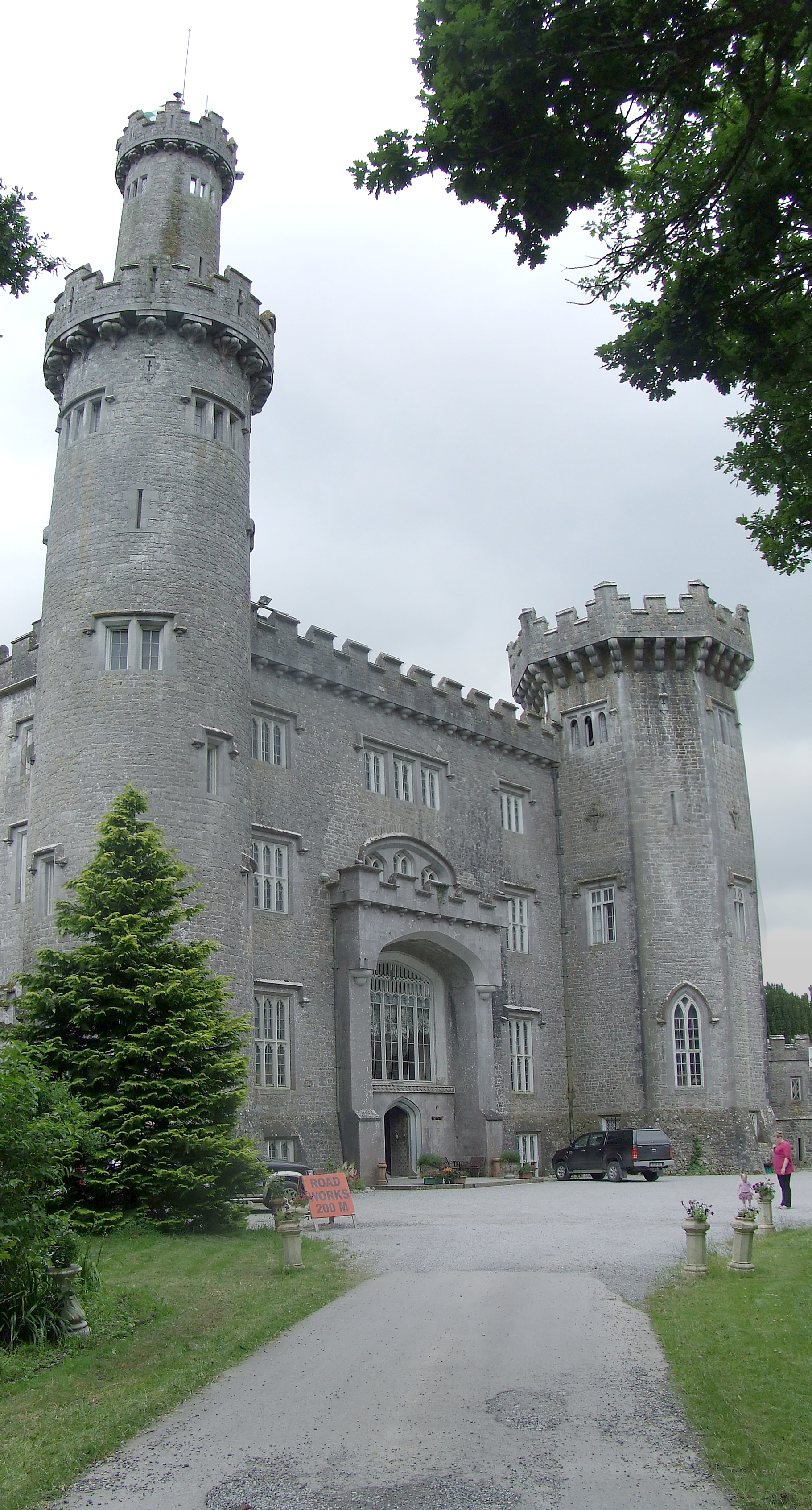
Charleville Castle

## Geboren in Tullamore
- Dónal Lunny (1947), folk muzikant
- Sam Keeley (1990), acteur